# Gunnar Olsson (réalisateur)
Gunnar Olsson, né le 10 juillet 1904 à Oxelösund et mort le 16 septembre 1983  à Stockholm est un acteur et réalisateur suédois.

## Filmographie partielle

### Comme réalisateur
- 1935 : Järnets män
- 1939 : Vi på Solgläntan
- 1941 : Lasse-Maja
- 1951 : Skeppare i blåsväder

### Comme acteur
- 1944 : Klockan på Rönneberga de Gunnar Skoglund
- 1946 : Harald Handfaste de Hampe Faustman
- 1949 : Smeder på luffen de Hampe Faustman
- 1949 : Flickan från tredje raden de Hasse Ekman
- 1957 : Le Septième Sceau d'Ingmar Bergman
- 1957 : Les Fraises sauvages d'Ingmar Bergman
- 1974 : Gangsterfilmen de Lars G. Thelestam